# Grayiinae
Grayiinae is een onderfamilie van de familie toornslangachtigen (Colubridae).
De wetenschappelijke naam van de onderfamilie werd voor het eerst benoemd door Meirte in 1992. De familie wordt vertegenwoordigd door vier soorten uit een enkel geslacht: Grayia.